# Augusto Leguía
Augusto Bernardino Leguía y Salcedo (Lambayeque, 19 de febrero de 1863-Callao, 6 de febrero de 1932) fue un político peruano, que ejerció dos veces como presidente constitucional del Perú: de 1908 a 1912 y de 1919 a 1930. A este último período, que suma diez años y diez meses consecutivos, resultado de tres sucesivas reelecciones, se le conoce como el Oncenio de Leguía. En total gobernó quince años, y ganó cuatro elecciones presidenciales, siendo el mandatario peruano que más tiempo ha gobernado hasta el momento. 
En su juventud siguió estudios mercantiles en Chile y participó en la defensa de Lima, durante la guerra del Pacífico. Convertido en un hombre de negocios muy hábil, hizo fortuna con la industria azucarera y en el sector de la venta de seguros. Inició su militancia política en el  Partido Civil. Fue ministro de Hacienda y Comercio durante los gobiernos de Manuel Candamo Iriarte y Serapio Calderón, entre 1903 y 1904. Luego, conservando el mismo portafolio, fue presidente del Consejo de Ministros del primer gobierno José Pardo y Barreda, entre 1904 y 1907. Ganó enseguida las elecciones presidenciales de 1908, y gobernó hasta 1912. Durante este primer período enfrentó problemas limítrofes con los cinco países vecinos, de los cuales solo logró solucionar definitivamente aquellos que mantenía con Brasil (Tratado Velarde-Río Branco, 8 de septiembre de 1909) y Bolivia (Tratado Polo-Bustamante, 17 de septiembre de 1909). En el orden interno afrontó también mucha turbulencia. Enfrentó con valentía una intentona golpista promovida por el hermano y los hijos de Nicolás de Piérola. Se separó del Partido Civil, que se fraccionó en dos. Tras finalizar su mandato, sufrió el acoso del nuevo gobierno de Guillermo Billinghurst y partió al exilio. 
De vuelta en el Perú en 1919, participó en las elecciones presidenciales de ese año, convocadas por el presidente José Pardo (que ejercía entonces la presidencia por segunda vez). Se vislumbraba ya su triunfo, pero, temiendo que el gobierno no respetase el resultado, el 4 de julio de 1919 dio un golpe de Estado, apoyado por la gendarmería. Asumió el poder como presidente provisorio y disolvió el Congreso, convocando en su reemplazo a una Asamblea Nacional, cuya misión sería consagrar importantes reformas constitucionales. Este nuevo Parlamento lo eligió Presidente Constitucional el 12 de octubre de 1919, y dio una nueva carta política en reemplazo de la vieja Constitución de 1860 (Constitución de 1920). Leguía se perennizó en el poder, reeligiéndose en 1924 y en 1929, tras sendas reformas constitucionales. Denominó a su gobierno como la «Patria Nueva», pues pretendía que con él se iniciaba la modernidad en el país. En tal sentido, realizó importantes y numerosas obras públicas, tanto en Lima como en provincias.
Durante su largo mandato, Lima fue modernizada mediante la ejecución de obras públicas, financiadas mediante empréstitos y cuyo fin inmediato fue festejar apoteósicamente el Centenario de la Independencia Nacional en 1921. Creó el Banco de Reserva y el Banco Central Hipotecario, así como los Estancos de Alcohol, Naipes y Fósforos. Legalizó las comunidades indígenas. Creó la Guardia Civil del Perú. Fomentó la construcción de carreteras y obras de irrigación. Firmó el Tratado de Límites con Colombia (24 de marzo de 1922) y el Tratado de Límites con Chile (3 de junio de 1929), tratados muy controversiales que han motivado que se califique a Leguía de «entreguista», pero que tuvieron el mérito de poner fin a largas disputas con dichas naciones, que anteriores gobiernos no pudieron resolver.
Luego de once años de gobierno consecutivo (periodo conocido como el Oncenio), Leguía fue derrocado por el teniente coronel EP Luis M. Sánchez Cerro, el 25 de agosto de 1930, siendo luego apresado e internado en el Panóptico de Lima. Allí enfermó gravemente y tuvo que ser trasladado al Hospital Naval del Callao, donde falleció en 1932.

## Nacimiento y juventud
Augusto Bernardino Leguía y Salcedo nació el 19 de febrero de 1863 en una casona de la calle Atahualpa N.º 708 en la Plaza de Armas de Lambayeque, como hijo de Nicanor Leguía y Haro y de María del Carmen Salcedo Taforo. Era descendiente de un emigrante vasco de la época del virreinato, llamado Eustaquio Leguía, quien en 1752, arribó a Chiclayo para establecer el estanco de tabaco, naipes y papel sellado.
Sus primeros estudios los realizó en su ciudad natal, en las escuelas de Rosario Gallo y Pedro Mantilla, y luego en el colegio nacional que dirigía Ricardo Saavedra. A los 13 años de edad, afectado por una dolencia bronquial, fue enviado a Valparaíso, Chile, donde inició estudios mercantiles en el Colegio Inglés de Goldfinch y Bluhm. A fines de 1878, retornó al Perú y tras una breve estancia en Lambayeque, se trasladó a Lima, donde le sorprendió el estallido de la guerra del Pacífico, cuando trabajaba en la casa comercial de Enrique S. y Carlos A. Prevost.
En 1880, se enroló como sargento en el batallón N.º 2 del Ejército de Reserva que comandaba el coronel Manuel Lecca y que estaba formado por comerciantes. Combatió en el Reducto N.º 1, durante la batalla de Miraflores, librada el 15 de enero de 1881.
Luego de la guerra, siguió trabajando como auxiliar de contabilidad en la casa Prevost. Liquidada esta, pasó a la hacienda Caucato, cerca de Pisco, y de regreso a Lima, ensayó como exportador de azúcar y arroz a Chile, y de cueros a Nueva York. Consiguió luego un oficio estable, como vendedor de seguros representando a la New York Life Insurance Company, que le confió la fundación de una sucursal en Guayaquil y el manejo de sus negocios en Ecuador, Bolivia y Perú (1888). Tras el retiro de dicha compañía del mercado peruano, Leguía se trasladó a Estados Unidos para efectuar la rendición de cuentas.
En 1890, contrajo matrimonio con Julia Swayne y Mariátegui, y enseguida pasó a Londres, donde, como apoderado de la Testamentaria Swayne, se dedicó a los negocios azucareros y celebró un contrato con la casa Lockett para formar la British Sugar Company Limited (1896), entidad propietaria de haciendas de producción industrial de azúcar en los valles de Cañete y Nepeña, cuya gerencia ejerció por varios años. Además, ya de retorno en Perú, ejerció la gerencia de la Compañía de Seguros Sud América (1900).
También formó parte del primer directorio del Banco Internacional del Perú, fundado en 1897.

## Civilista y ministro de Hacienda
A pesar de no ser aristócrata de nacimiento, su habilidad financiera le hizo ganar mucho prestigio y lo relacionó rápidamente con la oligarquía limeña. Fue admitido en el Partido Civil, jugando un importante papel en la elección de Manuel Candamo como presidente en 1903, el primer civilista que ganaba las elecciones, después del recordado Manuel Pardo y Lavalle, fundador de dicho partido en 1871. 
El presidente Candamo lo nombró Ministro de Hacienda, cargo que ejerció desde el 8 de septiembre de 1903, y que mantuvo durante los primeros días del interinato de Serapio Calderón, hasta el 15 de mayo de 1904. Durante el subsiguiente gobierno de José Pardo y Barreda ejerció la presidencia del gabinete ministerial, en el mismo portafolio de Hacienda, desde el 24 de septiembre de 1904. Tras un excepcional largo período ministerial, dio terminada sus funciones el 27 de julio de 1907, para lanzarse como candidato presidencial en las elecciones de 1908.
Su larga gestión como ministro de Hacienda fue exitosa e hizo, entre otras, las siguientes obras:
- Trazó un plan de impuestos y empréstitos para lograr la expansión de la hacienda pública, alejándose así de la rutinaria política conservadora practicada hasta entonces en dicho campo.
- Suscribió los contratos destinados a prolongar las vías ferroviarias del centro y del sur, hasta llevarlas a Huancayo y Cuzco, respectivamente.

Pero lo que dio más realce a su personalidad fueron sus intervenciones en el Parlamento, donde defendió sus proyectos en innumerables discursos, cargados de verbosidad y erudición jurídica y técnica.

## Elecciones de 1908
Leguía fue el candidato oficialista en las elecciones de 1908, es decir, en representación del Partido Civil. El Partido Demócrata, a instancias de su líder, el viejo caudillo Nicolás de Piérola, se abstuvo de participar. Augusto Durand, jefe del Partido Liberal –una especie de cero a la izquierda del Partido Demócrata–, trató de impedir los comicios con una revolución al estilo de las montoneras, pero fracasó. Leguía fue así elegido sin resistencia para ejercer el período presidencial de 1908-1912.

## Primer gobierno (1908-1912)

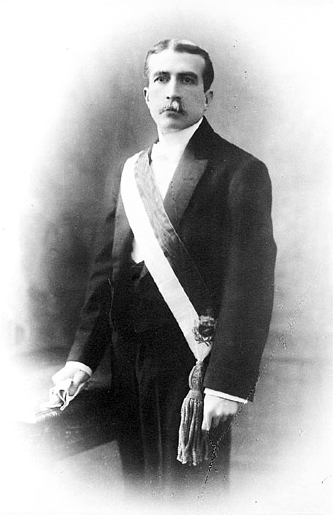
Augusto B. Leguía en 1908.

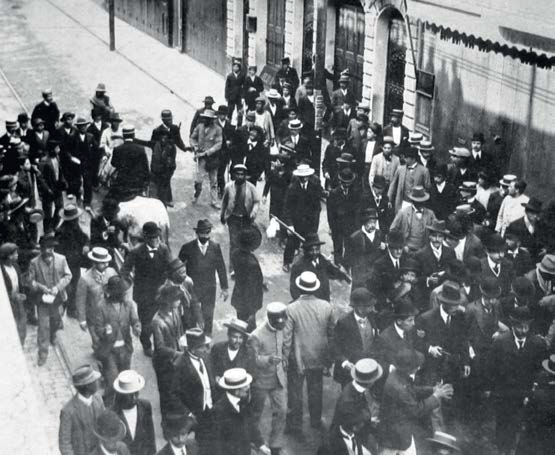
Escena de la intentona golpista de los Piérola contra el presidente Leguía, el 29 de mayo de 1909.

Leguía asumió el mando presidencial el 24 de septiembre de 1908, reemplazando a José Pardo y Barreda.
Este mandato, que sería el primero de Leguía, resultó ser muy turbulento, tanto en el orden interno como en el externo. En el aspecto internacional, afrontó los problemas limítrofes con los cinco países vecinos que, conocedores de las limitaciones materiales que pesaban sobre Perú después de la Guerra del Pacífico, aprovecharon la ocasión para arremeter en demanda de sus pretensiones territoriales.
En el orden interno, enfrentó una intentona golpista que dirigieron Carlos de Piérola, hermano de Nicolás de Piérola, y los hijos de este caudillo: Isaías de Piérola y Amadeo de Piérola. Estos acaudillaron a un grupo de descontentos del partido demócrata y penetraron sorpresivamente en el Palacio de Gobierno, encontrando a Leguía en su despacho. Los revoltosos le pidieron que firmara su renuncia. Leguía se negó. Entonces, los amotinados lo secuestraron y lo llevaron hasta la Plaza de la Inquisición, donde, al pie del monumento a Bolívar, lo conminaron a renunciar por segunda vez. Leguía volvió a negar su renuncia, diciendo firmemente: «No firmo». Intervino la fuerza pública, que logró rescatar al presidente luego de un tiroteo que mató a más de cien manifestantes (29 de mayo de 1909). A pesar de no haber tenido participación en esta revuelta, Nicolás de Piérola tuvo que esconderse ante la persecución desatada por el gobierno. El diario opositor La Prensa fue asaltado por turbas gobiernistas y su director, Alberto Ulloa Cisneros fue apresado.
El gobierno, luego de una severa represión a los opositores (o a quienes eran sindicados como tales), impulsó una política de conciliación, que se completó con una ley de amnistía dada en 1911. Pero ese mismo año, con motivo de la renovación del tercio parlamentario, se propuso imponer a la fuerza a sus candidatos, utilizando una serie de maniobras, incluida la disolución de la Junta Electoral Nacional. De ese modo, Leguía, de carácter personalista y autoritario, se alejó de su partido, el Civil, y conformó su propio grupo de partidarios, llamados civilistas gubernamentales, que controlaron el Congreso y los órganos electorales. En respuesta, el resto de parlamentarios civilistas y de otros partidos (liberal y constitucional), conformaron el Bloque, que hizo una oposición ardorosa al gobierno.
En los dos últimos años de este gobierno se manifestó una aguda crisis económica, motivada por el endeudamiento interno acelerado, los gastos de la defensa nacional y el déficit presupuestal.

### Obras y hechos importantes

#### Aspecto internacional

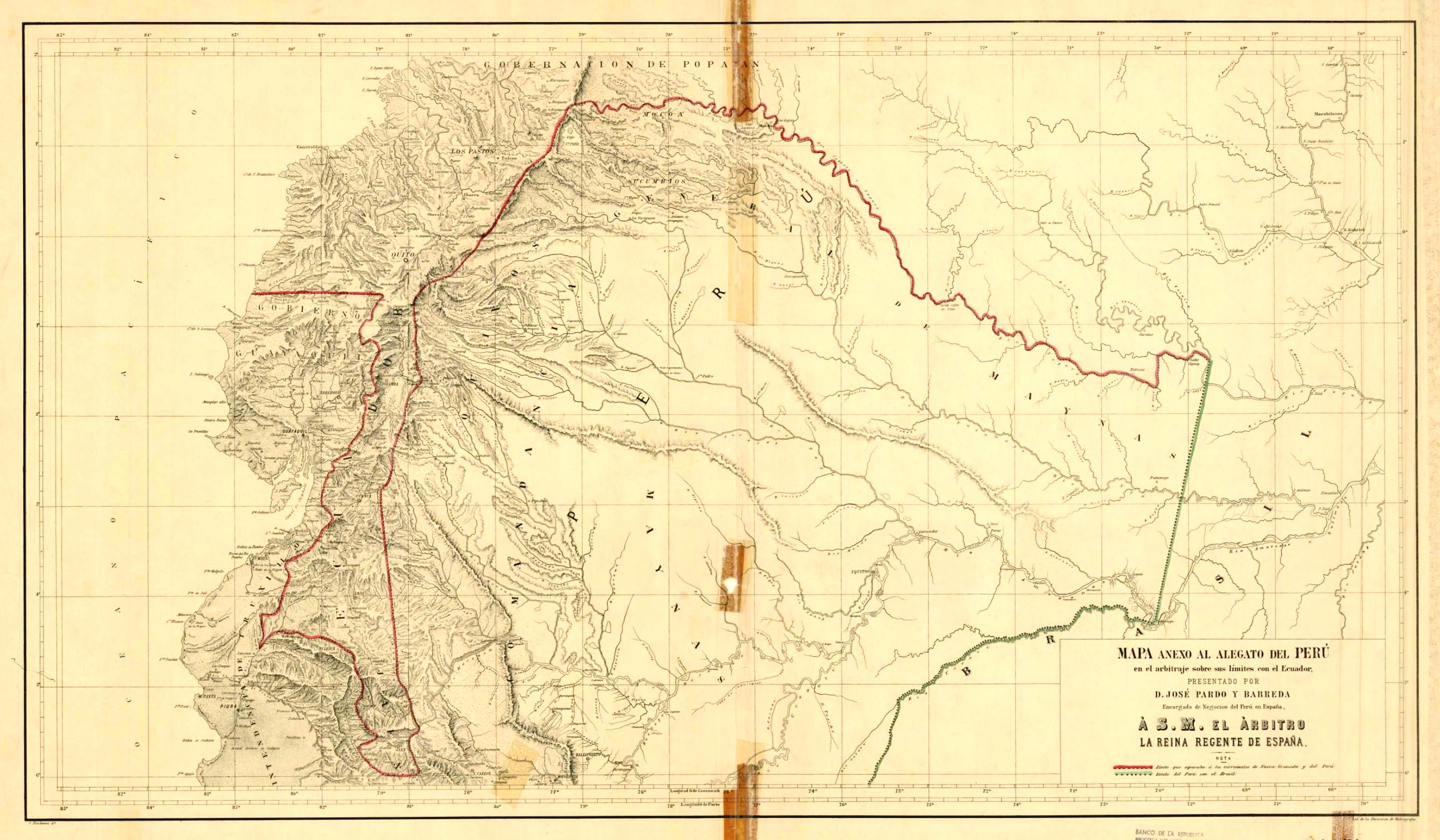
Mapa del Perú sobre límites con Ecuador (1920)

- Las relaciones con Chile, ya tensas por el problema pendiente de las «provincias cautivas» de Tacna y Arica, se complicaron aún más con el llamado «incidente de la corona». Bajo el gobierno anterior de Pardo se había inaugurado la Cripta de los Héroes de Lima en honor a los caídos en la Guerra del Pacífico, ocasión en la que el ministro chileno José Miguel Echenique Gandarillas ofreció a nombre de su país una corona de laureles de bronce para que fuera colocada en la Cripta. El canciller peruano de entonces consideró que era un deber de cortesía aceptar la ofrenda, pero tras el cambio de gobierno en 1908, el nuevo canciller Melitón F. Porras rechazó tal homenaje, pues consideraba que no respondía sinceramente a los sentimientos de Chile, en momentos en que se atentaba contra residentes peruanos en Tacna y Arica. El ministro chileno se retiró ofendido a su país.[14] Ante el incremento de la política de chilenización de estas provincias, el Perú rompió sus relaciones diplomáticas con Chile en 1910.[15]
- Al mismo tiempo recrudecieron los conflictos fronterizos con Bolivia, Brasil, Ecuador y Colombia. Existen indicios de que detrás de todos ellos estaba Chile como azuzador, incluso se sabe que este país llegó a proporcionar armas al Ecuador en plena tensión peruano-ecuatoriano del año 1910.[16][17]
  - Con Bolivia hubo peligro de guerra, a raíz del laudo arbitral expedido por el presidente de Argentina José Figueroa Alcorta, que determinaba la frontera entre Perú y Bolivia. Turbas bolivianas atacaron a la legación peruana en La Paz y se movilizaron las fuerzas militares en ambos lados de la frontera, pero felizmente se reiniciaron las conversaciones, que culminaron con la firma del Tratado Polo-Bustamante (17 de septiembre de 1909), poniéndose de acuerdo ambas partes para la ejecución del laudo arbitral.[18]
  - Con Brasil se fijaron definitivamente los límites en el Tratado Velarde-Río Branco, suscrito entre el canciller brasileño José María da Silva Paranhos de Río Branco y el plenipotenciario peruano Hernán Velarde (8 de septiembre de 1909).[19]
  - Con Ecuador, estalló una grave tensión, pues este país se negó a aceptar el laudo arbitral del rey de España, que aún no se emitía, pero cuyo contenido se llegó a conocer y que aparentemente era contrario a los intereses ecuatorianos. La prensa ecuatoriana inició una violenta campaña para desprestigiar dicho arbitraje. El 3 y 4 de abril de 1910 hubo graves atropellos contra las legaciones peruanas en Quito y Guayaquil. Se llegó incluso a la movilización de tropas por ambas partes, pero la intervención de Estados Unidos, Brasil y Argentina evitó la guerra (22 de mayo de 1910). Ante la actitud ecuatoriana, el rey de España se inhibió a pronunciar sentencia, por lo que el problema limítrofe quedó pendiente.[20]
  - Con Colombia, se llegó a un enfrentamiento armado, a raíz de que tropas colombianas ocuparan la margen derecha del río Caquetá en territorio peruano y se negaran a abandonarla. El ejército peruano, al mando del coronel Óscar R. Benavides, derrotó a los invasores en La Pedrera y ocupó Puerto Córdoba (1911). Sin embargo, en cumplimiento de un acuerdo suscrito en Bogotá días antes de aquel encuentro de armas, el Perú desocupó Puerto Córdoba y reconoció a La Pedrera como puesto colombiano.[21]

#### Otras obras importantes

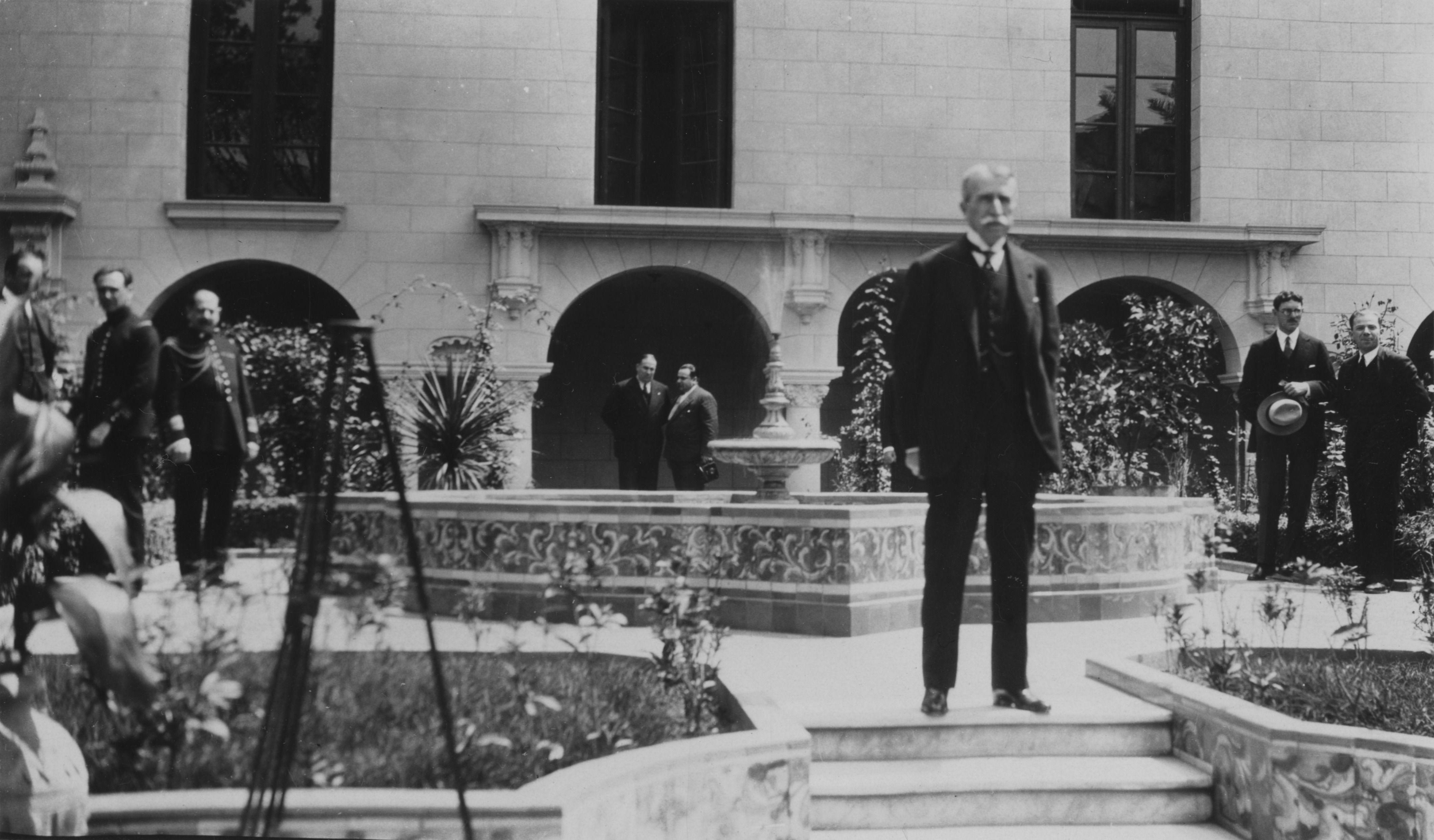
Leguía en el Patio Sevillano en el interior del Palacio

- Se creó la Compañía Administradora del Guano (1909).[22]
- Se reformó el sistema aduanero con el propósito de producir mayores rentas para el Estado (1910).[23]
- Se aprobó la ley N.º 1378 sobre accidentes de trabajo, el 20 de enero de 1911, la primera de las diez leyes sociales que habían sido presentadas por José Matías Manzanilla al Congreso durante el primer gobierno de Pardo. Esta ley establecía que: «El empresario es responsable por los accidentes que ocurran a sus obreros y empleados en el hecho del trabajo o con ocasión directa de él.»
- Se obtuvo un empréstito para que la Compañía Peruana de Vapores adquiriera modernas unidades (1909).[24]
- Se dio impulso a la producción azucarera y algodonera.
- Se buscó el mejoramiento de la producción agraria de la sierra, como la del trigo, la papa, la cebada y el maíz.
- Se concedió apoyo a los colonos para que explotaran el caucho en la Amazonía.[25]

#### Hechos memorables

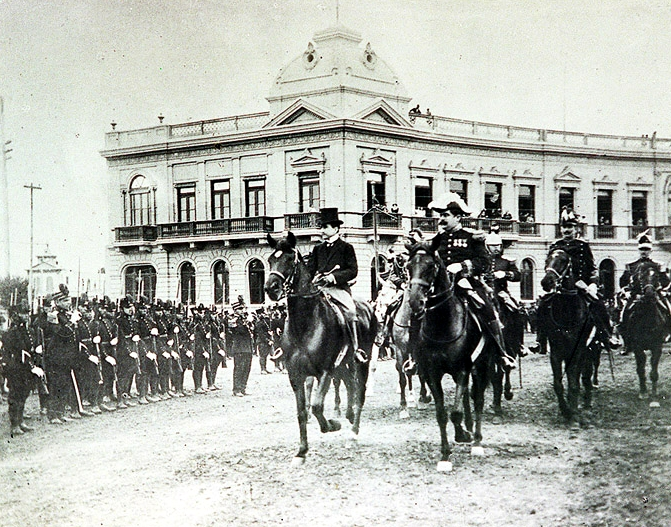
El presidente Leguía, a caballo, en el día de la Jura de la Bandera de 1908.

- El 13 de octubre de 1909, el estudiante limeño Pedro S. Zulen, mestizo de chino y criollo, fundó en Lima la Asociación Pro-Indígena «para la defensa de los intereses sociales de la raza indígena del Perú».
- Se produjo el sacrificio del aviador peruano Jorge Chávez, en septiembre de 1910, en Domodossola, Suiza, luego que cruzara con su avioneta los Alpes.[26]
- Se produjo el descubrimiento científico de la ciudadela inca de Machu Picchu, por el explorador estadounidense Hiram Bingham, en julio de 1911.[26]
- Se fundó el diario La Crónica de Lima, en 1912.
- Se desataron los llamados «escándalos del Putumayo», dados a luz por una investigación patrocinada por el gobierno de Gran Bretaña que acusó al próspero empresario cauchero Julio César Arana del Águila de cometer crímenes y abusos contra la población nativa de la zona del río Putumayo. Quien realizó la investigación a nombre del gobierno británico fue el irlandés Roger Casement, cuyo informe dio la cifra espeluznante de 30 000 vidas humanas aniquiladas como consecuencia de la explotación cauchera, entre 1900 y 1911.[27][28]
- Llegaron al Perú los primeros aviones (1911). Los aviadores peruanos Juan Bielovucic y Carlos Tenaud, realizaron los primeros vuelos en territorio peruano.[29]

### Las elecciones de 1912
En 1912, finalizando el período presidencial, el gobierno auspició la candidatura de Antero Aspíllaga Barrera, pero frente a ella se alzó la candidatura de último momento de Guillermo Billinghurst, quien amparado en su arrolladora popularidad logró suspender las elecciones y trasladar la decisión electoral al Congreso. Si bien en este parlamento predominaban los civilistas y leguiístas, estos accedieron a satisfacer el pedido popular. Billinghurst, anticivilista acérrimo, fue así elegido presidente y sucedió a Leguía. En compensación, fue elegido primer vicepresidente Roberto Leguía, hermano de Augusto.

## Destierro. Las elecciones de 1919
En 1913, Leguía fue desterrado a Panamá por el gobierno de Billinghurst, pasando a Estados Unidos y finalmente a Inglaterra, donde vivió hasta 1918, dedicado a sus negocios azucareros personales. En Londres desempeñó también el cargo de presidente de la Cámara Latinoamericana de Cambio y Comercio.
A principios de 1919, Leguía retornó al Perú. Gobernaba entonces el civilista José Pardo y Barreda en segundo mandato, quien próximo a terminar su periodo, convocó a elecciones presidenciales, siendo una vez más Ántero Aspíllaga el candidato gobiernista. Leguía lanzó su candidatura y su campaña electoral estuvo apoyada por el Partido Constitucional (cacerista) y la Universidad de San Marcos y la Federación de Estudiantes del Perú (FEP). Esta última organización lo proclamó «Maestro de la Juventud».
Leguía se presentó así como abanderado de los anhelos juveniles por cambiar las estructuras del país. Su triunfo se vislumbraba, al no haber otro candidato más popular, pero alegando que su victoria no iba a ser reconocida por el gobierno civilista, dio un golpe de Estado, apoyado por la gendarmería (4 de julio de 1919). Acto seguido asumió el poder como presidente provisorio y disolvió el Congreso.

## El Oncenio de Leguía

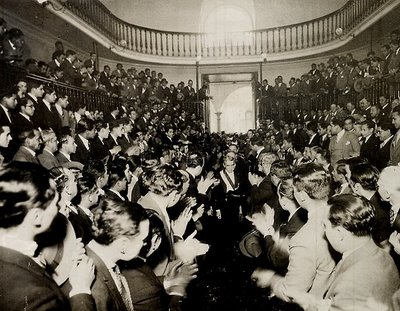
Augusto B. Leguía saliendo de un discurso dado en la Universidad Nacional Mayor de San Marcos, 1920.

Leguía convocó a un plebiscito para someter al voto de la ciudadanía una serie de reformas constitucionales que consideraba necesarias; entre esas reformas se contemplaba elegir al mismo tiempo al Presidente de la República y al Congreso, ambos con períodos de cinco años (antes, el mandato presidencial era de cuatro años y el Parlamento se renovaba por tercios cada dos años). Simultáneamente convocó a elecciones para elegir a los representantes de una Asamblea Nacional, que durante sus primeros 30 días se encargaría de ratificar las reformas constitucionales, es decir, haría de Asamblea Constituyente, para luego asumir la función de Congreso ordinario. Esta Asamblea se instaló el 24 de septiembre de 1919 y fue presidida por el sociólogo y jurisconsulto Mariano H. Cornejo (ideólogo del gobierno). Una de las primeras labores de dicha Asamblea fue hacer el recuento de votos de las anteriores elecciones presidenciales, tras lo cual ratificó como ganador a Leguía, quien fue proclamado Presidente Constitucional el 12 de octubre de 1919. La Constitución vigente (la de 1860) fue cambiada por la Constitución de 1920, promulgada el 18 de enero de ese año.
Este segundo gobierno de Leguía se prolongaría por once años, ya que, tras sendas reformas constitucionales, se reeligió en  1924 y en 1929. Por eso se le conoce como el ONCENIO y también como la «Patria Nueva», pues pretendía modernizar el país a través de un cambio de relaciones entre el Estado y la sociedad civil.

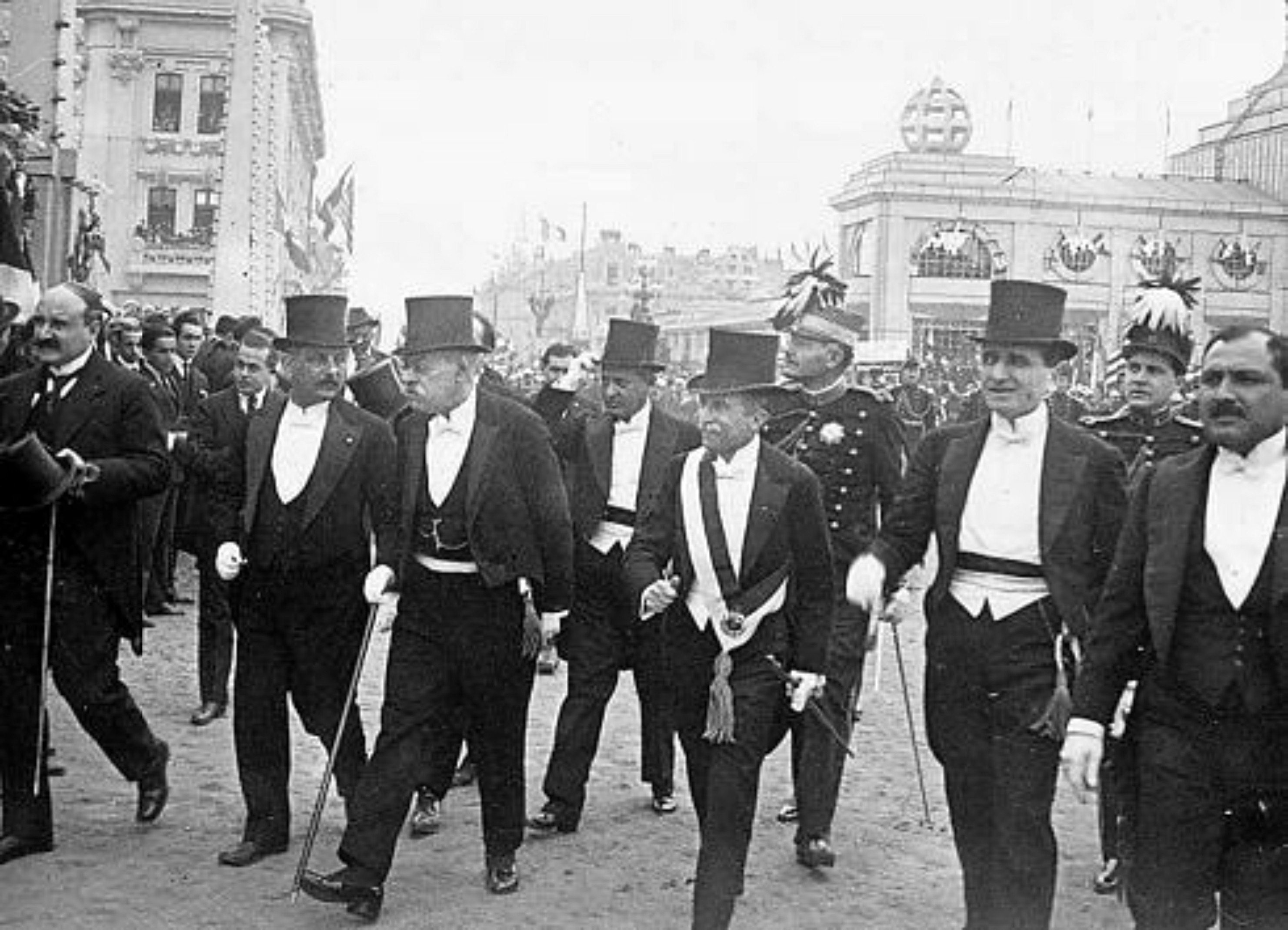
Leguía en las celebraciones de los cien años de la independencia del Perú

El Oncenio se subdivide en los siguientes períodos:
- Gobierno Provisional de Leguía (jul. - oct. 1919).
- Segundo Gobierno Constitucional (oct. 1919 - oct. 1924).
- Tercer Gobierno Constitucional (oct. 1924 - oct. 1929).
- Cuarto Gobierno Constitucional (oct. 1929 - ago. 1930).

No está demás recordar que el primer gobierno constitucional de Leguía fue el de 1908 a 1912 (período que la memoria colectiva peruana ha tendido a olvidar y solo recuerda el Oncenio).

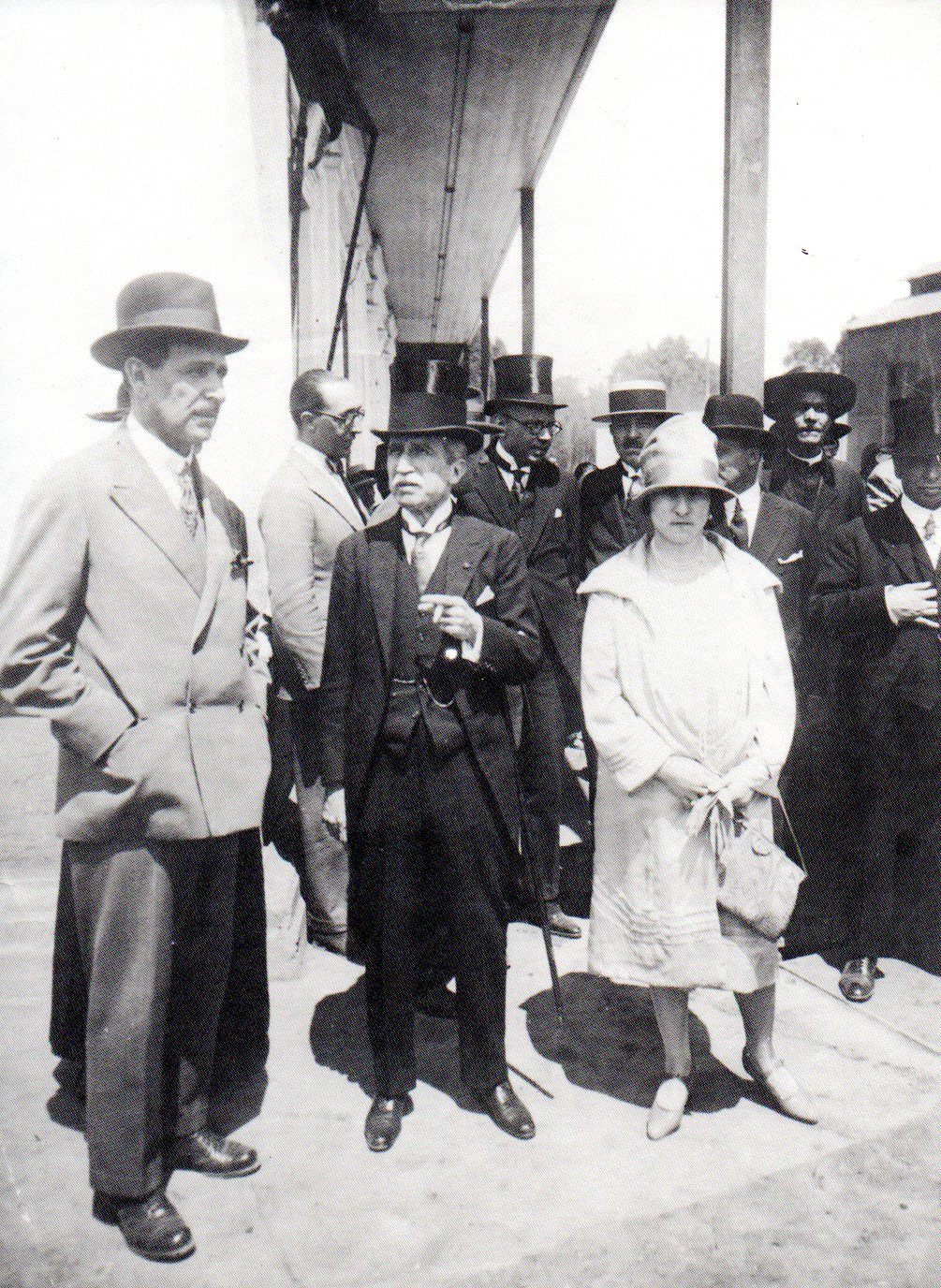
Rollin Thorne Sologuren y Augusto B. Leguía.

Fue una época en que se restringieron las libertades públicas. Las imprentas de los diarios El Comercio y La Prensa, los más importantes del país, fueron asaltadas por turbas manejadas por el gobierno. La Prensa, donde se había parapetado la oposición, fue confiscada, acabando prácticamente la libertad de expresión. Se barrió con la oposición en el parlamento, que se convirtió en un instrumento dócil del Ejecutivo. Se puso fin a las municipalidades elegidas por voto popular, siendo reemplazadas por personal designado a dedo por el gobierno. Los opositores políticos fueron perseguidos, presos, deportados y hasta fusilados. Leguía creó su propio partido, el Democrático Reformista.

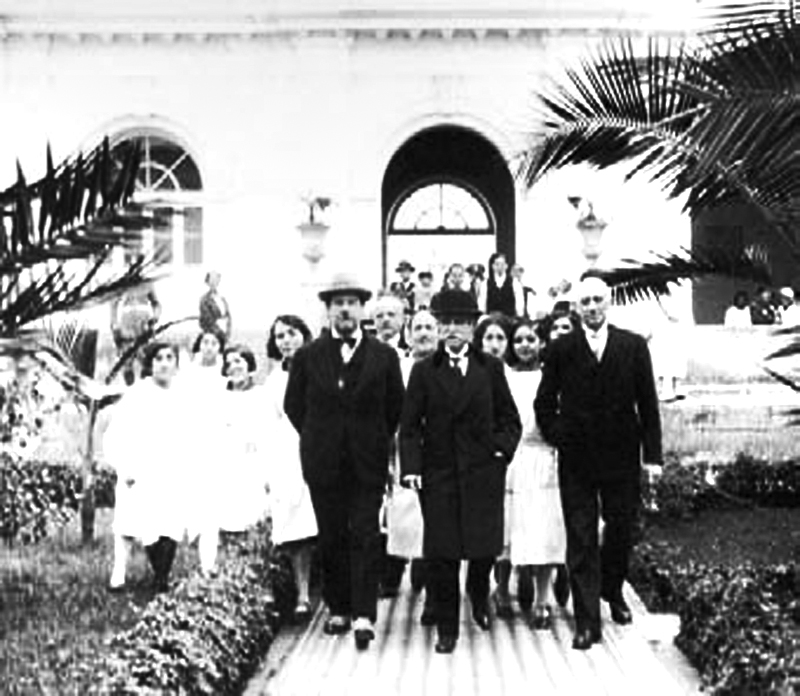
El Oncenio de Augusto B. Leguía supuso un programa de modernización material y un proceso de movilización social que beneficiaron a las clases medias peruanas.

La figura del presidente fue adulada hasta límites extremos: el parlamento le otorgó el título de «Prócer de la República» (1928); su gabinete ministerial le regaló un retrato suyo al óleo: «No hemos encontrado nada digno de ofreceros: solo vuestra propia efigie», explicó el ministro Pedro José Rada y Gamio; se le hizo miembro de la Real Academia Española y doctor honoris causa de la facultad de Ciencias de la Universidad de San Marcos, sin haber estudiado en universidad alguna; se habló del «Siglo de Leguía», del «Gigante del Pacífico», del «Júpiter Presidente», del «Wiracocha», y se le comparó hiperbólicamente con personajes como Bolívar, Julio César, Alejandro Magno, Napoleón Bonaparte, etc.
Hecho notable de este período fue la celebración pomposa del Centenario de la  Independencia en 1921, cuyo acto central fue la inauguración de la Plaza San Martín, en el centro de Lima. Un gigantesco programa de obras públicas fue financiado con empréstitos obtenidos del exterior.
En el aspecto político surgieron los primeros partidos modernos que aglutinaron a los sectores medios y populares de tendencias reformistas o revolucionarias: el Partido Aprista, fundado por Víctor Raúl Haya de la Torre y el Partido Socialista Peruano, fundado por José Carlos Mariátegui. 
En el plano cultural se manifestó el movimiento literario y artístico llamado Indigenismo. La literatura peruana brilló con figuras como Ventura García Calderón, Enrique López Albújar, César Vallejo, José Carlos Mariátegui, Alcides Spelucin, Carlos Oquendo de Amat, Alberto Hidalgo, Alberto Guillén, entre otros.
En el aspecto económico, se incrementó notablemente la dependencia hacia los Estados Unidos debido a los fuertes empréstitos contraídos a los bancos norteamericanos para realizar obras públicas; la deuda llegó a los 150 millones de dólares en 1930. Ya en las postrimerías del régimen, la crisis mundial de 1929 afectaría directamente a la población y fue el factor que aceleró la caída de Leguía.

### Principales obras y hechos importantes

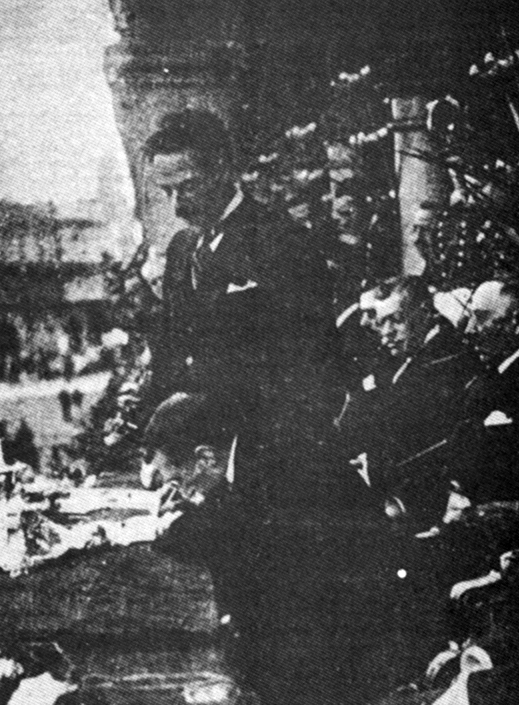
Augusto B. Leguía firmando la Constitución de 1920

- Se promulgó la Constitución de 1920, que estableció un periodo presidencial de cinco años (anteriormente eran cuatro), la renovación integral del parlamento paralela a la renovación presidencial, los congresos regionales en el norte, centro y sur, el régimen semiparlamentario, la responsabilidad del gabinete ante cada una de las cámaras, el reconocimiento de las comunidades indígenas, la imposibilidad de suspender las garantías individuales, etc.[32]
- Se creó la Dirección de Asuntos Indígenas, en el Ministerio de Fomento; y la de Obras Públicas.
- Se estableció la celebración del «Día del Indio» cada 24 de junio.
- Se crearon centros agropecuarios y escuelas agrícolas en zonas rurales.
- Se realizaron importantes obras de irrigación en la costa; entre ellas en la pampa de Imperial, en Cañete;[33] y en las pampas de Olmos, en Lambayeque.[34]   Se estudió también la irrigación de las pampas de La Joya, en Arequipa.[35]
- Se dio la ley de Conscripción Vial (1920)[36] que obligaba a todos los hombres de 18 a 60 años de edad a trabajar gratuitamente por espacio de 6 a 12 días al año, en la construcción y apertura de carreteras. La misma afectó básicamente a la población indígena, pues fue ella la que, al no poder pagar en dinero la exoneración del servicio, tuvo que cumplir el servicio obligatorio.[37] Se construyeron más de 18&nbsp000 km de carreteras y se invirtieron más de cien millones de soles.[38]
- Se realizaron empréstitos de la banca y de capitalistas estadounidenses, para diferentes obras públicas. Los banqueros de Estados Unidos no solo aseguraron sus intereses sino que exigieron la participación en los negocios públicos.
- Se construyeron las atarjeas de Lima, Arequipa, Cuzco, Trujillo, Huacho, etc.[39]
- Se inició la construcción del terminal marítimo del Callao.[40]
- Se pavimentaron muchas calles de la ciudad de Lima.[41]

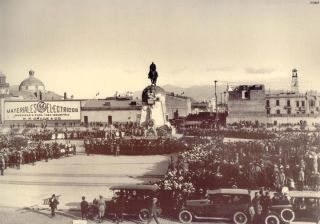
Construcción de la plaza San Martín (Lima)

- Se finalizó la construcción de la Plaza San Martín, en el marco de la celebración del centenario de la Independencia, en 1921.[42]
- Se donó la casona construida para el Mariscal Andrés Avelino Cáceres a la Benemérita Sociedad Fundadores de la Independencia para su sede institucional, en 1924.
- Se inauguró el Lima Golf Club el 28 de mayo de 1924 en el distrito de San Isidro, un club de golf fundado principalmente por miembros de la colonia británica residentes en Lima. Leguía inauguró oficialmente las instalaciones del club.[cita requerida]
- Se construyó el Palacio Arzobispal,[43] se inició la construcción del Palacio de Justicia,[35]  así como la reconstrucción del Palacio de Gobierno, que había sufrido un incendio.[44]

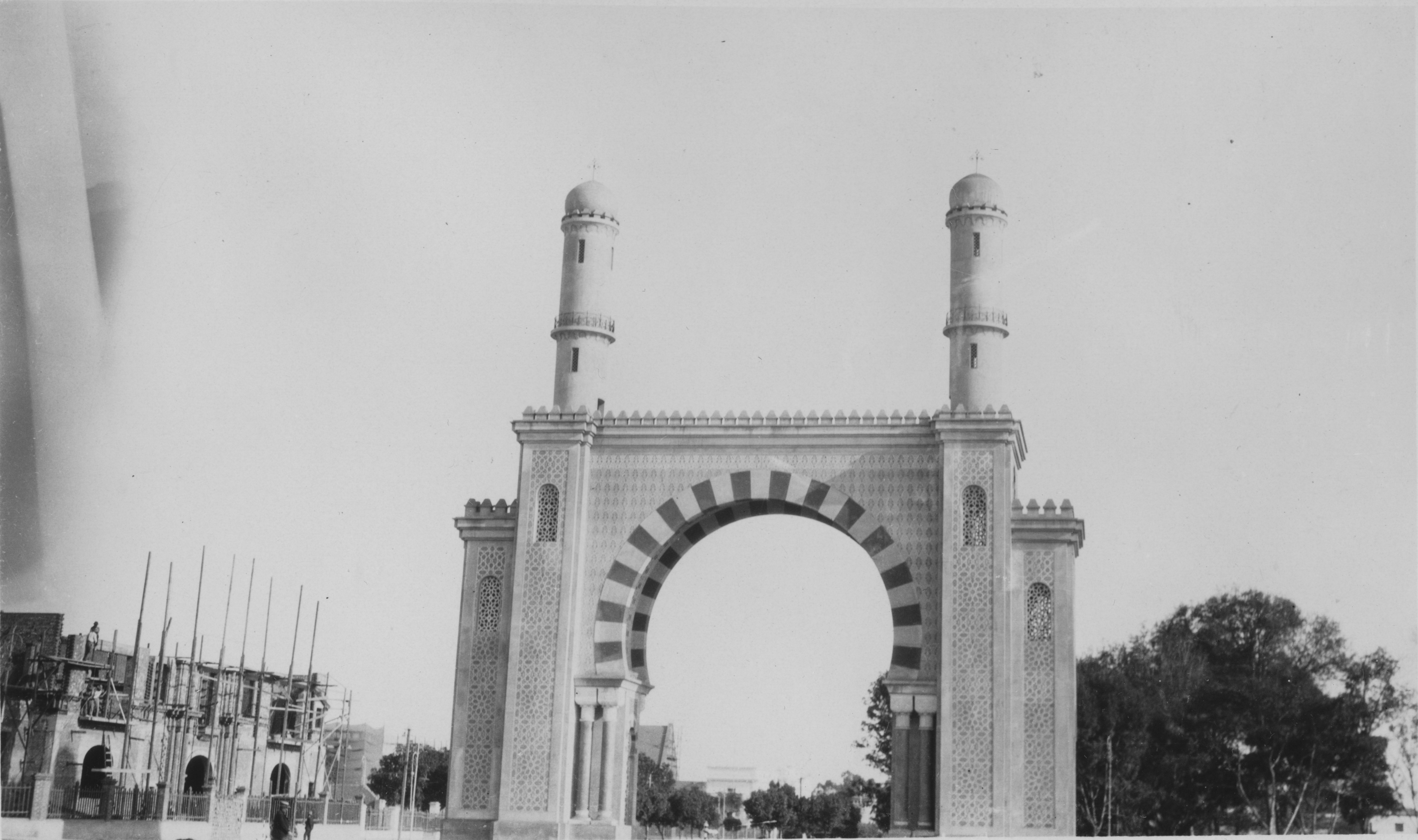
Arco Morisco en el Parque de la Amistad, en el inicio de la avenida Leguía (hoy avenida Arequipa), obsequio de la colonia española.

- Se inician los trabajos de edificación de las avenidas Leguía (hoy avenida Arequipa), el Progreso (hoy avenida Venezuela), La Unión (hoy avenida Argentina); todas ellas en la ciudad de Lima.[45]
- Se creó el Banco de Reserva (1922),[46] el Banco Hipotecario (1929)[47] y el Banco de Crédito Agrícola.[48]

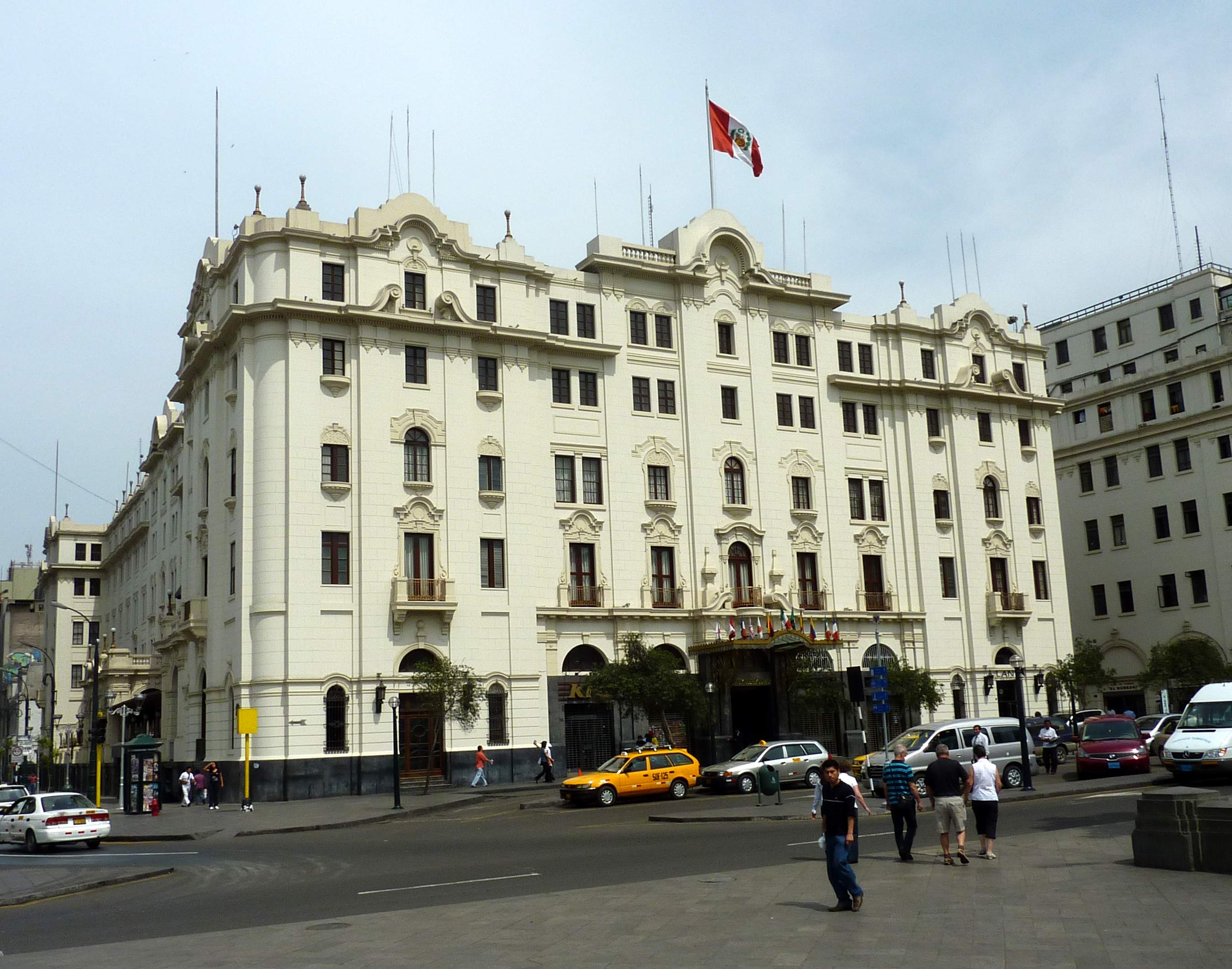
El Gran Hotel Bolívar

- Se construyó el Gran Hotel Bolívar, en el centro de Lima, que fue inaugurado en 1924, durante los festejos por el centenario de la batalla de Ayacucho.[45]
- Se creó la Escuela de la Guardia Civil y Policía, a cargo de instructores españoles (1919). La Guardia Civil reemplazó a la antigua gendarmería en la tarea de mantener el orden interno.[49]
- Se firmaran dos tratados internacionales:
  - Tratado con Colombia: Firmado el 24 de marzo de 1922 y aprobado por el Congreso en 1927. Ello significó ceder a Colombia una porción territorial comprendida entre los ríos Caquetá y Putumayo y el llamado Trapecio Amazónico.[50] Al hacerse público el tratado, este provocó gran resistencia entre los peruanos que habitaban las zonas afectadas, surgiendo así un estado conflictivo entre ambas naciones que se agudizó en 1933.[51]
  - Tratado con Chile: Este tratado puso término a la cuestión limítrofe con Chile, luego de 45 años de la firma del Tratado de Ancón de 1883. Fue firmado el 3 de junio de 1929, en Lima. Ambas partes renunciaron a la realización del tantas veces postergado plebiscito (convenido inicialmente para decidir la suerte de las provincias peruanas cautivas de Tacna y Arica), y acordaron el siguiente arreglo: Tacna regresaría al seno de la patria peruana, pero Chile se quedaría con Arica.[52]
- El pleito con ingleses y estadounidenses por los derechos adeudados al Estado por la explotación del petróleo en el yacimiento de La Brea y Pariñas tuvo una desafortunada solución para el interés del Estado al firmarse el ilegal Laudo de París de 1922. Felizmente, gobiernos posteriores no lo reconocerían.[53]
- Se cedió a perpetuidad los ferrocarriles nacionales a los ingleses de la Peruvian Corporation (1928).[54]
- Se produjo un auge de los productos agroindustriales como el algodón, la caña de azúcar y de algunos minerales como el cobre, el plomo y el zinc.
- Se celebró el Centenario de la Independencia del Perú en 1921,[44] y el centenario de la batalla de Ayacucho en 1924.[55]
- Se fomentó la inmigración extranjera, aunque solo tuvo un crecimiento importante la proveniente de Japón.[56]
- Se dieron leyes en favor de los trabajadores, como la de compensación por tiempo de servicios y la del aviso de despedida.[56]
- Se creó la Escuela de Aviación de Las Palmas.[57]
- Llegaron al Perú los primeros aviones de combate, los primeros hidroaviones, y los primeros submarinos.[56]
- En 1920, se creó el Ministerio de Marina, independizándose del Ministerio de Guerra.[58] En 1929, pasó a llamarse Ministerio de Marina y Aviación.[59]
- Se crea en 1927 el primer Colegio Nacional de Mujeres del Perú, por R.S. 1291.[60]

### Derrocamiento

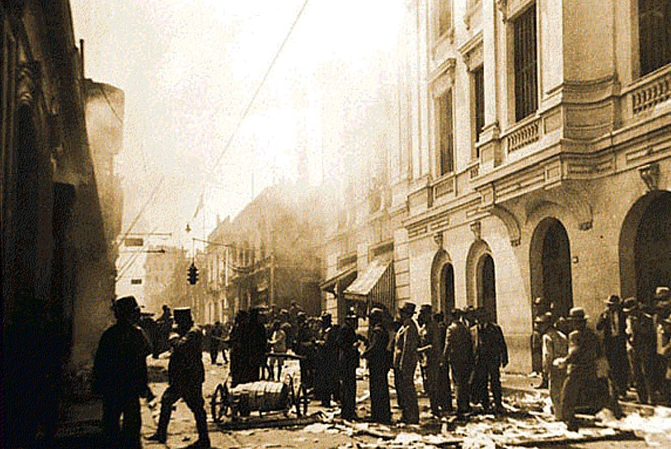
Saqueo de la casa del presidente Leguía

La crisis mundial de 1929, tuvo efectos gravísimos en la economía nacional del Perú. Los sectores obreros, directamente afectados por el alza del costo de vida y la escasez de subsistencias, fueron los primeros en alzar su protesta. El ejército también mostró su descontento. La evidente corrupción administrativa, por la que allegados o amigos del presidente se beneficiaron a lo largo del régimen, así como la firma de los tratados con Colombia y Chile con cesión territorial, acentuaron más la oposición al gobierno. Se rumorearon acciones subversivas e intentos de asesinato del presidente.
El 22 de agosto de 1930, el comandante Luis Miguel Sánchez Cerro, al mando de la guarnición de Arequipa, se pronunció contra el gobierno. El movimiento revolucionario se propagó rápidamente por el sur del país. También en Lima el ambiente era favorable para la revolución. Para dominar la situación Leguía pretendió formar un gabinete militar, pero en las primeras horas de la madrugada del 25 de agosto la guarnición de Lima solicitó su renuncia.
Leguía aceptó y renunció el mando, que quedó en manos de una Junta Militar de Gobierno presidida por el general Manuel María Ponce Brousset. Dos días después este entregaría el poder a Sánchez Cerro, quien arribó a la capital en avión.

## Fallecimiento

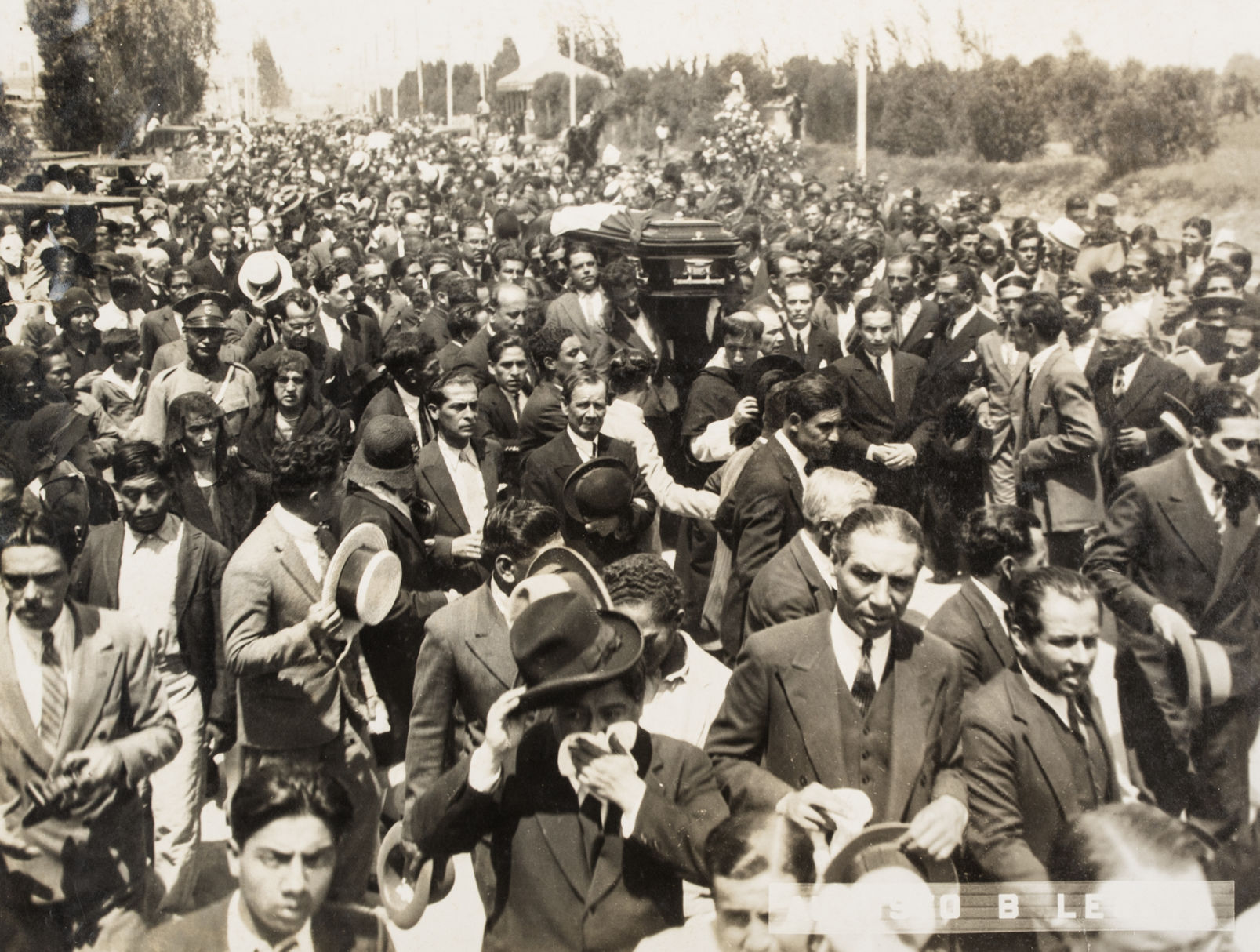
Ceremonia funeraria de Augusto B. Leguía

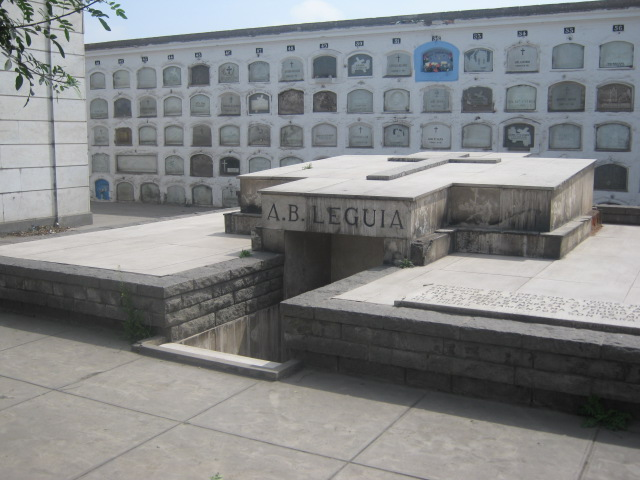
Tumba de Augusto B. Leguía en el Cementerio Presbítero Maestro

Leguía fue embarcado en el crucero Almirante Grau rumbo a Panamá, pero los revolucionarios exigieron su prisión y ordenaron el regreso del buque. Leguía fue trasladado primero a la isla de El Frontón y luego al Panóptico o penitenciaría central de Lima. La residencia del expresidente fue asaltada por la muchedumbre y también las de los principales miembros de su gobierno.
Anciano, enfermo, incomunicado, sin contar con asistencia médica, Leguía padeció un largo sufrimiento, atendido solo por su hijo Juan Leguía Swayne, que voluntariamente lo acompañó en su encierro. Vivió 14 meses encerrado en una celda precaria de nueve metros cuadrados, cuya única ventana fue tapiada. Durante su tiempo bajo arresto, ninguno de los que consideró como sus aliados y amigos lo visitó o se preocupó por él. Solo cuando se le agravó su mal prostático y contrajo una bronconeumonía fue trasladado al Hospital Naval de Bellavista, en el Callao. Allí falleció el 6 de febrero de 1932 y fue enterrado en el Cementerio Baquíjano. Años más tarde, sus restos fueron trasladados al Cementerio Presbítero Maestro, acompañado de una silenciosa multitud. Décadas después, Haya de la Torre diría que Leguía fue el mejor presidente peruano del siglo XX, reconociéndolo como aquel que "modernizó" el Perú.

## Descendencia
Leguía se casó en 1890 con Julia Swayne y Mariátegui, nieta del prócer Francisco Javier Mariátegui, con la que tuvo seis hijos: Augusto, José, Juan, Lola Virginia, Carmen Rosa y María Isabel. Posteriormente, Leguía enviudó y no se volvió a casar. Siendo viudo, tuvo cuatro hijos más: Carmen Leguía Larriviere, Ricardo Nicanor Leguía Olivera, Enriqueta Leguía Olivera y Joaquín Leguía Gálvez.
Como Presidente de la República, ejerció el cargo de Presidente Nato de la Benemérita Sociedad Fundadores de la Independencia y, además, fue miembro del Club Nacional.
| Predecesor: Pablo Sarria                                   | Ministro de Hacienda y Comercio del Perú 8 de septiembre de 1903-27 de julio de 1907                                                                                  | Sucesor: Germán Schreiber                                               |
| Predecesor: Alberto Elmore                                 | Presidente del Consejo de Ministros del Perú 24 de septiembre de 1904-27 de julio de 1907                                                                             | Sucesor: Agustín Tovar Aguilar                                          |
| Predecesor: José Pardo y Barreda Presidente constitucional | Presidente constitucional del Perú 24 de septiembre de 1908-24 de septiembre de 1912                                                                                  | Sucesor: Guillermo Billinghurst Presidente constitucional               |
| Predecesor: José Pardo y Barreda Presidente constitucional | Presidente transitorio del Perú por golpe de Estado 4 de julio de 1919-12 de octubre de 1919                                                                          | Sucesor: Augusto B. Leguía Presidente constitucional                    |
| Predecesor: Augusto B. Leguía Presidente transitorio       | Presidente constitucional del Perú 12 de octubre de 1919-12 de octubre de 1924 12 de octubre de 1924-12 de octubre de 1929 12 de octubre de 1929-25 de agosto de 1930 | Sucesor: Manuel María Ponce Brousset Presidente de la Junta de Gobierno |